# Пјеве Бовиљана
Пјеве Бовиљана (итал. Pievebovigliana) насеље је у Италији у округу Мачерата, региону Марке.
Према процени из 2011. у насељу је живело 553 становника. Насеље се налази на надморској висини од 445 м.

## Становништво
| 1931. | 1936. | 1951. | 1961. | 1971. | 1981. | 1991. | 2001. | 2011. |
| ----- | ----- | ----- | ----- | ----- | ----- | ----- | ----- | ----- |
| 1.974 | 1.956 | 1.843 | 1.389 | 1.036 | 944   | 890   | 879   | 844   |